# 舞洲
舞洲（まいしま）は、大阪府大阪市此花区にある人工島。面積は約220ヘクタール。
新都心の開発を目指して、1988年に策定された「テクノポート大阪」計画の対象となった人工島3地区の一つ。大阪北港の一画を占め、レジャー施設や物流拠点などが誘致されている。

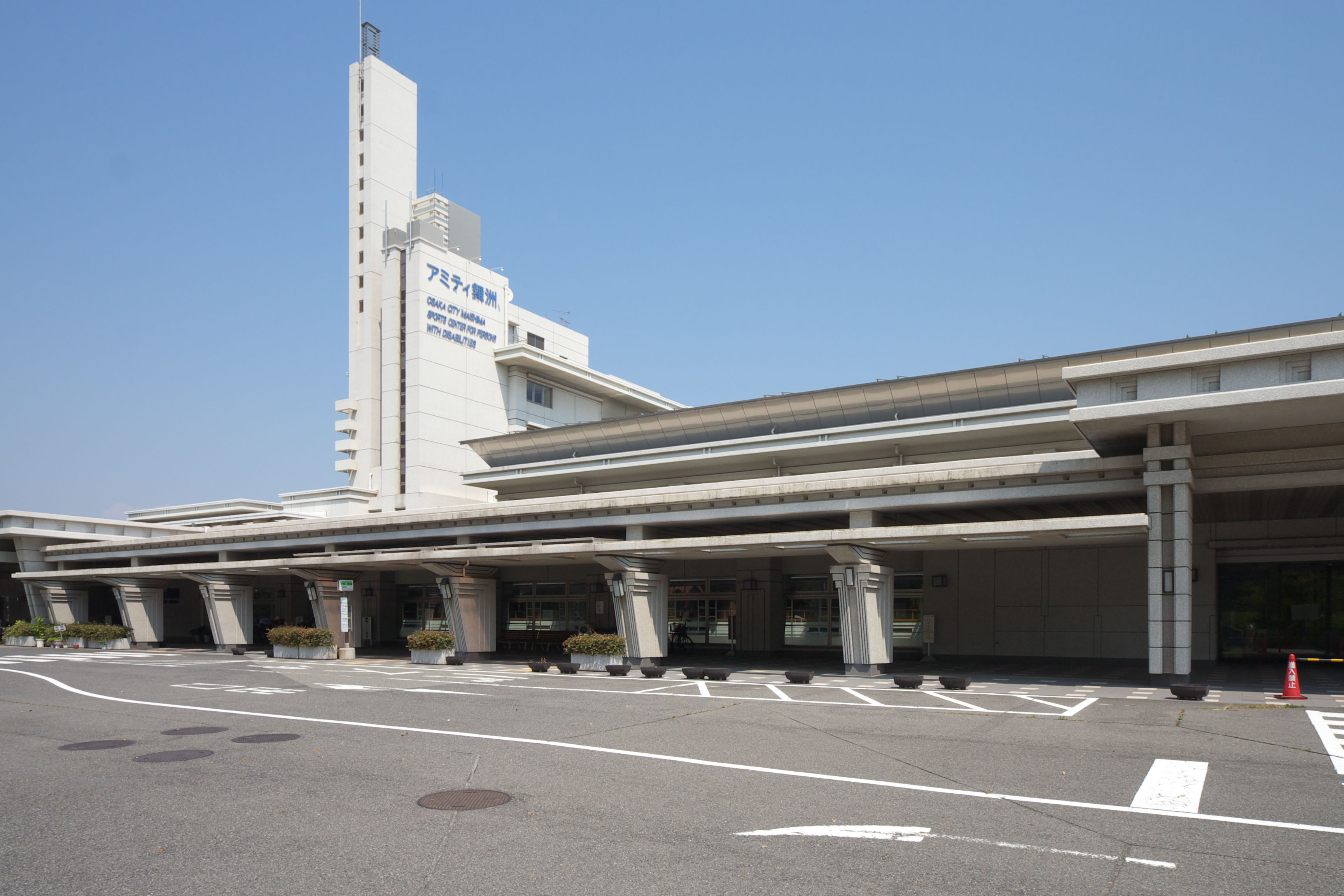
アミティ舞洲

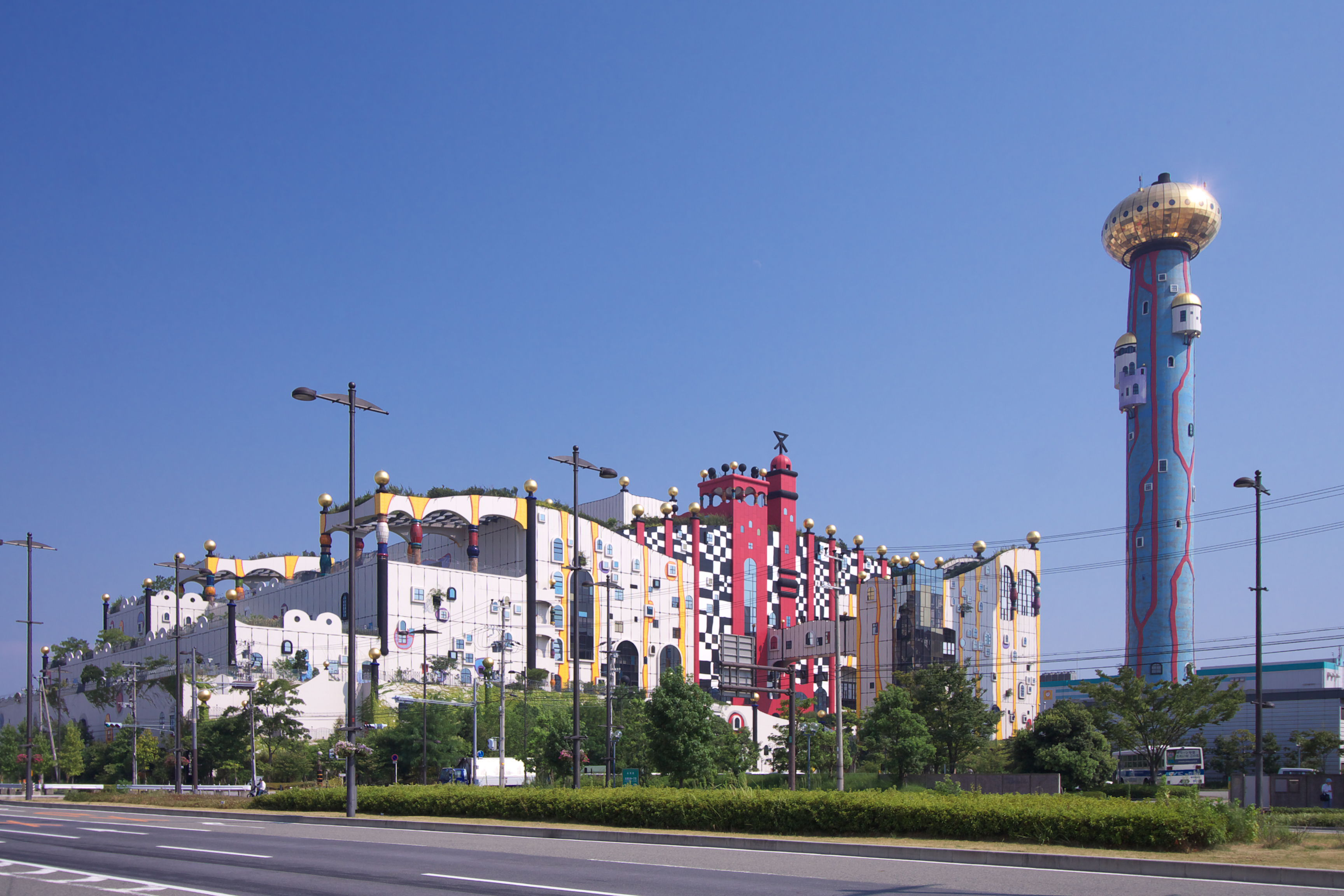
大阪広域環境施設組合舞洲工場

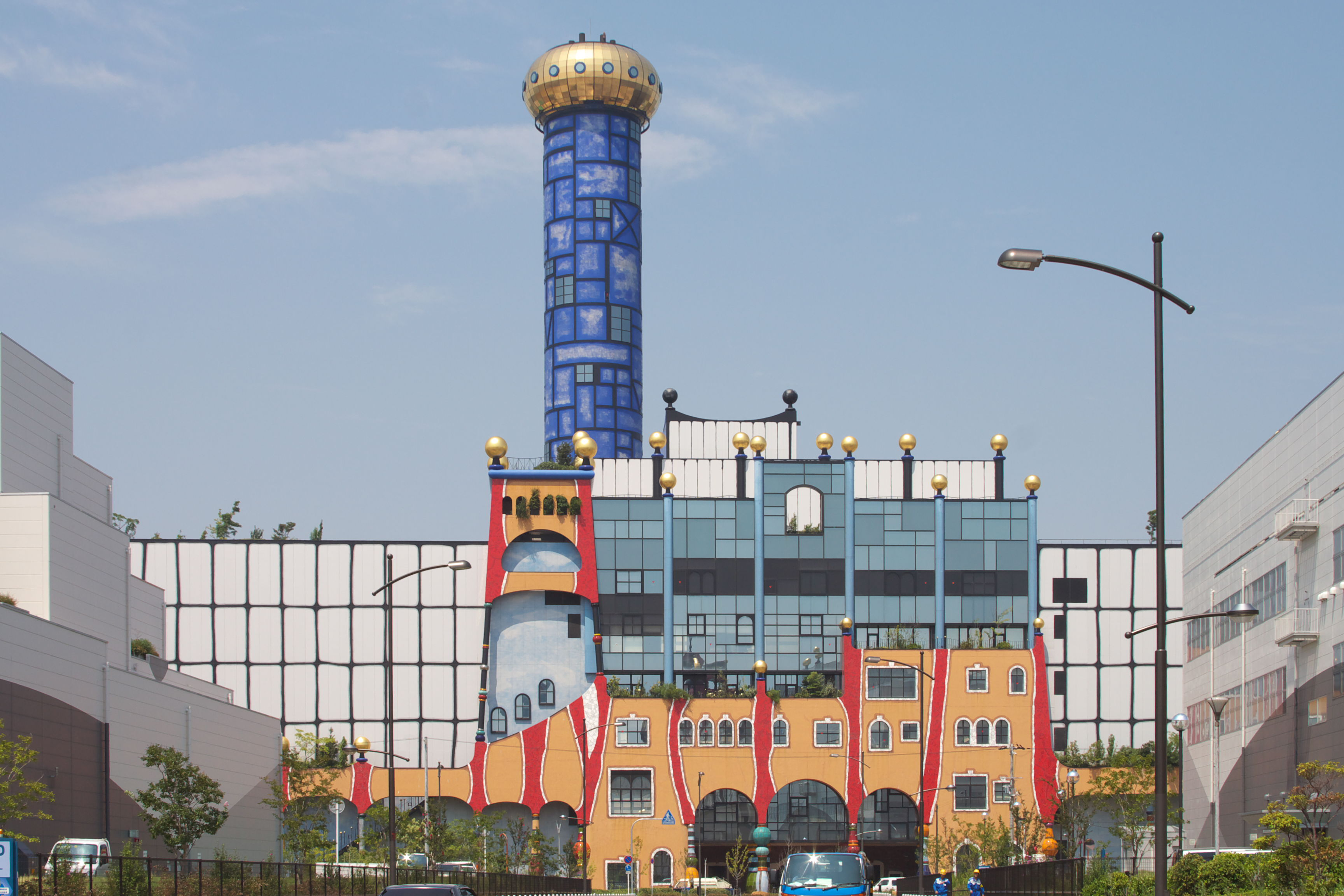
大阪市舞洲スラッジセンター

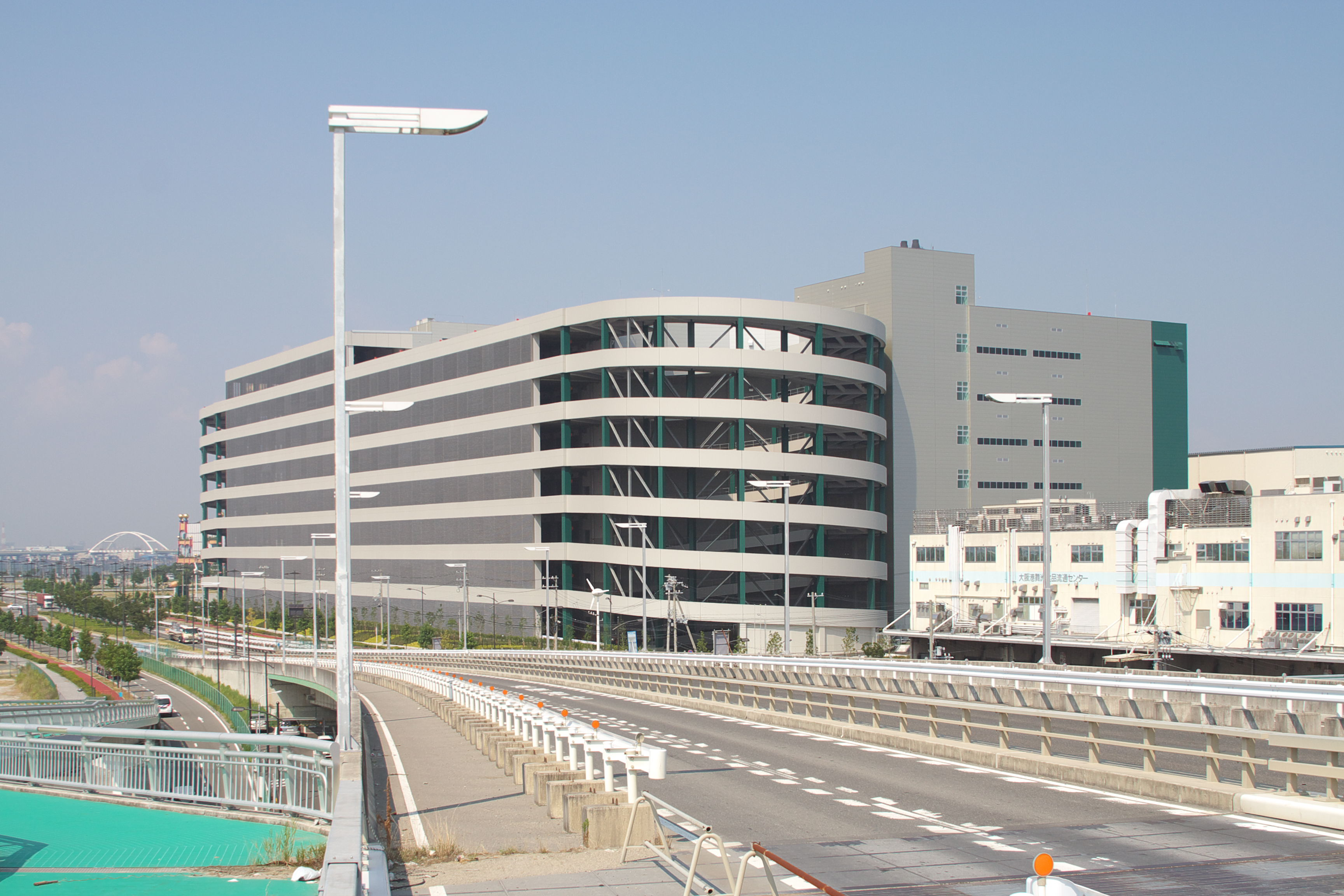
プロロジスパーク大阪2

## 地理
大阪市西部の大阪港北港に位置する人工島。行政上は此花区に属し、北港緑地と北港白津の2つの町名が設定されている。島は3つの道路橋で島外と接続しており、北の常吉大橋で常吉と、東の此花大橋で北港（町名）と、南の夢舞大橋で夢洲と結ばれている。
舞洲は東側が物流・環境ゾーン、西側がスポーツ・レクリエーションゾーンと位置づけられている。

## 歴史
1972年7月、廃棄物処理・埋立場として此花区地先水面を埋め立て、埠頭用地、公園緑地、護岸等公共用地の造成を行う事業が認可決定された。この事業で「北港処分地」が整備され、現在「舞洲」の愛称で呼ばれている埋立地はその北地区にあたる。1987年、北地区では廃棄物の受け入れを完了した。
大阪市制100年記念事業（1989年が市制100周年に当たる）として1983年に検討が始まった臨海部の開発構想は「テクノポート大阪」構想として策定された。この構想において、北港北地区には文化リクリエーション施設などを開発、従業人口1万人、昼間人口2万2千人の規模を2010年度に達成する計画であった。
1991年、「舞洲」という愛称が、一般公募により定められた（咲洲・夢洲も同時命名である）。
舞洲をスポーツ施設を集積した「スポーツアイランド」とする構想は1990年よりあり、人工スキー場やゴルフ場を設ける案もあったという。1997年の第52回国民体育大会に向けての施設整備がすすめられ、舞洲ベースボールスタジアム（軟式野球）、舞洲アリーナ（バスケットボール）、舞洲球技場（ホッケー）が試合会場となった。
1990年代末より進められた、2008年の夏季オリンピック招致構想（大阪オリンピック構想）では、舞洲がメイン会場とされた。しかし2001年のIOC総会で開催地は北京と決定し、落選した（2008年夏季オリンピックの開催地選考）。
オリンピック誘致失敗後は未開発地の活用が課題とされる。プロサッカークラブのセレッソ大阪が練習場を設けたのを皮切りとして、プロ野球球団オリックス・バファローズが練習拠点・2軍本拠地を設置、プロバスケットボールチームの大阪エヴェッサが本拠地とするも、鉄道が存在しないという致命的なアクセスの悪さが相まって、市民からの絶大な人気を得るには至っていない。
2014年より進められた2025年万国博覧会の大阪招致構想では開催候補地の1つに選ばれていた。誘致は成功し大阪での開催が決定したものの開催地は夢洲となった。しかしながら、パークアンドライド方式の駐車場の土地として舞洲が使用されることになった。

## 施設
北港白津一丁目
- 大阪広域環境施設組合舞洲工場
  - 2001年4月建設の清掃工場。2015年4月1日に大阪市環境局から大阪市・八尾市・松原市環境施設組合（現大阪広域環境施設組合）に移管された。
  - 7階建て、延べ床面積5万7000m2、煙突の高さは120m。オーストリア人建築家・フンデルトヴァッサーによる独特なデザイン。
- 舞洲4ロジスティクスセンター（センコー舞洲PDセンター）
- プロロジスパーク大阪2
- 大阪北港食品流通センター
- 青果センター

北港白津二丁目
- アミティ舞洲（大阪市舞洲障がい者スポーツセンター）
- 自立支援センター舞洲
- 舞洲スラッジセンター - 大阪市建設局下水道河川部が管轄する下水汚泥処理施設。2004年竣工。施設外観は環境局舞洲工場と同じくフンデルトヴァッサーがデザインした。
- 中間貯蔵・環境安全事業大阪PCB処理事業所
- SGリアルティ舞洲 - 当初「プロロジスパーク大阪III」として計画されるも建設されず

北港緑地一丁目
- 日水物流
- DPL大阪舞洲
- 舞洲万博P&R駐車場A、B、C、D - 2025年日本国際博覧会（大阪・関西万博）来場者向け駐車場。万博会場までシャトルバスで結ばれている[9]。

北港緑地二丁目
- GLP 舞洲 I（アスクル 大阪DMC）
- プロロジスパーク舞洲3
- まいしまマルシェ（舞洲マルシェ）
- 舞洲スポーツアイランド - 野外活動施設や舞洲ベースボールスタジアム、おおきにアリーナ舞洲がある。
- 舞洲軽飛行場（廃止） - 現在は前述の舞洲スポーツアイランド空の広場となっている。
- 大阪まいしまシーサイドパーク - 2013年に「大阪舞洲ゆり園」としてオープンしたが、2018年の台風21号で壊滅的な被害を受け閉園。2019年に100万株のネモフィラを鑑賞できる新たな施設として開設された[10]。
- ドッグウォーキング - 大阪市内最大級のドッグラン。
- ISK大阪舞洲（旧：舞洲インフィニティサーキット）- ゴーカート用サーキット。
- 大阪市港湾局 舞洲緑地管理事務所
- 舞洲陶芸館
- ホテル・ロッジ舞洲
- 舞洲ヘリポート
  - （廃業）阪急航空
  - 小川航空
- 阪急舞洲スクール（阪急百貨店の研修施設。2006年春に開設）
- 佐川グローバルロジスティクス株式会社　舞洲SRC
- アスクル株式会社　大阪DMC
- 舞洲万博P&R駐車場E - 2025年日本国際博覧会（大阪・関西万博）来場者向け駐車場。万博会場までシャトルバスで結ばれている[11]。

### かつて存在した施設
- GLP 舞洲 II（日立物流舞洲営業所） - 同社の派遣社員による放火により2021年11月に全焼し[12]、2023年に解体された[13][14][15][16]。

## 交通機関
- 大阪シティバス - JR大阪環状線・JRゆめ咲線（桜島線）・阪神なんば線西九条駅より、81号系統
- 北港観光バス - JRゆめ咲線桜島駅より、舞洲アクティブバス
  - かつてはOsaka Metro中央線・ニュートラムコスモスクエア駅からコスモドリームラインが運行されていたが、2024年に廃止された。2025年現在はOsaka Metro中央線夢洲駅から徒歩でのアクセスが可能である。
- 阪神高速道路 - 2号淀川左岸線淀川左岸舞洲出入口、5号湾岸線湾岸舞洲出入口
- 夢洲駅から舞洲を経由して新桜島駅まで鉄道を開通させる計画（大阪港トランスポートシステム北港テクノポート線）およびJRゆめ咲線・京阪中之島線を桜島から舞洲を経由して夢洲まで延伸させる計画があるが、高額な事業負担と採算性の悪さから実現は難しいとされる。[17]

## 周辺地区
- 阪神工業地帯
- 尼崎市（兵庫県）
- ユニバーサル・スタジオ・ジャパン